# 1806
Промислова революція •  Російська імперія • Наполеонівські війни

## Геополітична ситуація
Імператор Російської імперії — Олександр I (до 1825). Україну розділено між двома державами. Королівство Галичини та Володимирії належить Австрії. Правобережжя, Лівобережжя та Крим належать Російській імперії. Задунайська Січ існує під протекторатом Османської імперії.
В Османській імперії править султан Селім III (до 1807). Під владою османів перебувають Близький Схід та Єгипет, Середземноморське узбережжя Північної Африки, частина Закавказзя, значні території в Європі: Греція, Болгарія і Сербія. Васалами османів є Волощина та Молдова.
Священна Римська імперія припинила існування. Австрійську імперію очолює Франц II (до 1835). Вона охоплює, крім власне австрійських земель, Угорщину з Хорватією, Трансильванію, Богемію. Частина колишніх імперських земель об'єдналася в Рейнський союз. Король Пруссії — Фрідріх-Вільгельм III (до 1840). Баварське королівство очолює Максиміліан I (до 1825).
Першу французьку імперію, яку очолює Наполеон I (до 1814). Франція має колонії в Карибському басейні, Південній Америці та Індії. Король Іспанії — Карл IV (до 1808). Королівству Іспанія належать Нова Іспанія, Нова Гранада, Віцекоролівство Перу, Внутрішні провінції та Віцекоролівство Ріо-де-ла-Плата в Америці, Філіппіни. У Португалії королює Марія I (до 1816). Португалія має володіння в Бразилії, в Африці, в Індії, в Індійському океані й Індонезії. На троні Великої Британії сидить Георг III (до 1820). Британія має колонії в Північній Америці, на Карибах та в Індії.
Сполучені Штати Америки займають територію частини колишніх британських колоній та купленої у Франції Луїзіани. Посаду президента США обіймає Томас Джефферсон. Територія на півночі північноамериканського континенту належить Великій Британії, вона розділена на Нижню Канаду та Верхню Канаду, територія на півдні та заході континенту належить Іспанії.
Батавська республіка припинила існування. Проголошено Голландське королівство. Воно має колонії в Америці, Індонезії та на Формозі. Король Данії та Норвегії — Кристіан VII (до 1808), на шведському троні сидить Густав IV Адольф (до 1837). На Апеннінському півострові Наполеон проголосив Італійське королівство, французи також захопили континентальну частину Неаполітанського королівства.
В Ірані при владі Каджари. Імперія Маратха контролює значну частину Індостану. Зростає могутність Британської Ост-Індійської компанії. У Пенджабі виникла Сикхська держава. У Бірмі править династія Конбаун, у В'єтнамі — династія Нгуєн. У Китаї володарює Династія Цін. В Японії триває період Едо.

## Події

### В Україні
- Утворено Усть-Дунайське буджацьке козацьке військо.

### У світі
- 1 січня утворилося залежне від Наполеона королівство Баварія, першим королем якого став Максиміліан I.
- 9 січня британці захопили Кейптаун, а до 18 серпня — усю Капську колонію.
- 15 лютого Жозеф Бонапарт вступив у Неаполь. Проголошене Наполеонівське Неаполітанське королівство.
- 5 червня Луї Бонапарта проголосили голландським королем, Батавська республіка припинила існування.
- 12 липня 16 імперських станів вийшли зі Священної Римської імперії і утворили Рейнський Союз. Ліхтенштейн став незалежною державою.
- 23 липня британці висадили десант в районі Ла-Плати й напали на Буенос-Айрес.
- 6 серпня на вимогу імператора Франції Наполеона I ліквідовано «Священну Римську імперію німецької нації».
- 25 вересня Пруссія оголосила ультиматум Наполеону через те, що французькі війська проходили через її територію в Австрію. 8 жовтня Наполеон напав на Пруссію.
- 8 жовтня почалася війна четвертої коаліції.
  - 9 жовтня французи виграли битву при Шляйці.
  - 14 жовтня Наполеон та Даву здобули подвійну перемогу в битві під Єною та Ауерштедтом.
  - 24 жовтня Наполеон увійшов у Берлін.
  - 28 листопада французи покорили Варшаву.
  - У грудні у війну на боці Пруссії вступила Росія.
- 21 листопада Наполеон І Бонапарт оголосив Великій Британії Континентальну блокаду.
- 17 жовтня загинув від руки вбивці імператор Гаїті Жак I. Країна повернулася до республіканського правління, її очолив Александр Петіон.
- Зникло приєднане до Росії Кубинське ханство.
- Скінчилася Коттаямська війна.

### Наука
- Гамфрі Деві зробив доповідь про свої дослідження електролізу води перед Лондонським королівським товариством.
- Луї Ніколя Воклен та П'єр-Жан Робіке виділили зі спаржі першу відому амінокислоту, яку вони назвали аспарагін.
- Абрагам Брістоу відкрив Оклендські острови.
- Ралф Веджвуд винайшов копіювальний папір.
- Медаль Коплі отримав ботанік Томас Ендрю Найт.

### Культура
- Йоганн Вольфганг фон Гете завершив попередній варіант першої частини «Фауста».
- Генріх фон Кляйст написав п'єсу «Розбитий глек».
- Ной Вебстер опублікував перший Вебстерський словник з використанням американського правопису.
- Виробник мила і свічок Вільям Колгейт заснував компанію Colgate.

## Народились
Дивись також Категорія:Народились 1806
- 21 березня — Гарсія Беніто Хуарес, мексиканський політичний діяч, президент Мексики (1861–1872 років)
- 4 серпня — Вільям Гамільтон, ірландський математик

## Померли
Дивись також Категорія:Померли 1806
- 22 серпня — помер французький художник Жан-Оноре Фрагонар